# Fuentesanta
Fuentesanta (en asturiano Ḥuentesanta y oficialmente Fuentesanta/Ḥuentesanta) es una casería española situada en el concejo asturiano de Nava.

## Localización
Se encuentra en las faldas del pico Peñamayor, a la orilla del río Pra, a 2,8 km de la capital del concejo.

## Demografía
| Gráfica de evolución demográfica de Fuentesanta entre 2000 y 2019 |
|                                                                   |
| Datos según el nomenclátor publicado por el INE.                  |

## Patrimonio
En los terrenos de un antiguo balneario hay en la actualidad una planta embotelladora de agua, declarada de utilidad pública a mediados del siglo XIX. Estas aguas minerales vienen usándose desde época romana.[cita requerida]
Entre las construcciones más importantes destaca el Palacio de la Ferrería, de estilo renacentista y barroco. Fue mandada construir por los Álvarez de Asturias en el siglo XIV. Fue declarado Bien de interés cultural en 1993. Según cuenta una leyenda, el palacio era residencia veraniega de Doña Jimena, la mujer del Cid Campeador, aunque resulta poco verosímil puesto que su construcción es 3 siglos posterior a su muerte.
Desde aquí parte la ruta conocida como las Foces del río Pendón, de unos 10 km de recorrido y gran belleza paisajística. Sigue el desfiladero por el que discurre el río Pendón, que más tarde desemboca en el Pra.